# William Droegemueller
William Herbert „Bill” Droegemueller (ur. 7 października 1906 w Chicago, zm. 23 lutego 1987 w Sun City w stanie Arizona) – amerykański lekkoatleta specjalizujący się w skoku o tyczce, uczestnik letnich igrzysk olimpijskich w Amsterdamie (1928), srebrny medalista olimpijski w skoku o tyczce. 

## Sukcesy sportowe
- mistrz National Collegiate Athletic Association w skoku o tyczce – 1927[1]
- wicemistrz Stanów Zjednoczonych w skoku o tyczce – 1928

| Rok  | Miasto    | Zawody               | Konkurencja   | Wynik         |
| ---- | --------- | -------------------- | ------------- | ------------- |
| 1928 | Amsterdam | Igrzyska olimpijskie | skok o tyczce | srebrny medal |

## Rekordy życiowe
- skok o tyczce – 4,19 (1928)